# Mała księżniczka (telenowela)
Mała Księżniczka  (hiszp. Carita de ángel) – telenowela meksykańska produkcji Televisy. Telenowela składa się z 175 odcinków.

## Wersja polska
Emitowana w Polsce dwukrotnie przez telewizję TVN Siedem w latach: 2003/2004 (pierwsza emisja) oraz 2005/2006 (druga emisja) w wersji z polskim lektorem, którym był Piotr Borowiec.
- Wersja polska: dla TVN ITI film studio
- Tekst: Izabella Szarejko
- Czytał: Piotr Borowiec

## Fabuła
Główną bohaterką telenoweli jest 5-letnia Dulce Maria Larios Valle, która po śmierci matki zostaje umieszczona w prywatnej szkole prowadzonej przez zakonnice. Poznaje tam siostrę Cecylię, którą traktuje jak własną matkę. Szkoła jest dla dziewczynki wyjątkowa. W starej graciarni rozmawia z duchem zmarłej matki, która doradza jej jak ma postępować.
Po 2 letniej nieobecności wraca ojciec dziewczynki – Luciano. Od tej chwili Dulce Maria robi wszystko, aby połączyć Cecylię i swojego ojca. Realizacja tego planu nie jest prosta. Dziewczynka musi pokonać narzeczoną ojca – Nicole – egoistkę, której zależy jedynie na majątku Luciana. W końcu udaje jej się. Cecylia zrzuca habit i pobierają się.
W tym samym apartamentowcu co rodzina Larios mieszka także siostra Luciana – Estefania, która słynie z kolorowych peruk. Dzięki Dulce Marii kobieta odnajduje szczęście – wychodzi za Noego Gamboę (wspólnika Luciana).
Po kilku latach do Meksyku przyjeżdża Adolfo Valle (ojciec Angeliki), który jest zgorzkniałym staruszkiem. Dzięki swojej wrażliwości Dulce Maria zmiękcza serce dziadka i sprawia, iż Adolfo staje się dobrym człowiekiem, a ona sama jego „oczkiem” w głowie.
Dziewczynka doprowadza także do ślubu dziadka z Pauliną.
Dulce Maria jest bardzo wrażliwa i łatwowierna, co często wykorzystują jej koleżanki – Barbara i Frida pakując ją w tarapaty. Przed surowym ojcem dziewczynkę bronią Cecylia, Estefania i Adolfo ukrywając większość jej wybryków.
Po pewnym czasie Estefania i Cecilia zachodzą w ciążę. Pierwsza rodzi dziewczynkę – Estefi, druga chłopca – Artura.
Opowieść kończy się komunią Dulce Marii.

## Obsada
- Daniela Aedo jako Dulce Maria Larios Valle
- Lisette Morelos jako Cecilia Santos Dorantes de Larios
- Miguel De León jako Luciano Larios
- Nora Salinas jako Estefania Gamboa de Larios
- Marisol Santacruz jako Angelica Valle de Larios
- Ana Patricia Rojo jako Nicole Romero Medrano
- Libertad Lamarque jako Matka Przełożona (I)
- Silvia Pinal jako Matka Przełożona (II)
- Adriana Acosta jako siostra Fortunata
- Héctor Suárez Gomiz jako Omar Gasca
- Manuel Saval jako ksiądz Gabriel Larios
- Joaquin Cordero jako Adolfo Valle
- Norma Herrera jako Paulina de Valle
- Juan Pablo Gamboa jako Noe Gamboa
- Irma Lozano jako Altagracia Rivera
- Servando Manzetti jako mecenas Cristobal Valadez
- Raul Padilla jako Pascual Huerta
- Mariana Avila jako Cassandra Gamboa Campos
- Mauricio Aspe jako Saturno
- Diana Osorio jako Lupita
- Ariel López Padilla jako Adrian
- Erika Buenfil jako Policarpia Zambrano
- Marisol Centeno jako Sonia Gómez
- Polo Ortin jako Silvestre
- Andrea Soberon jako Frida Iturbe
- Priscila Herrera jako Bárbara Guerra